# Spolková rada (Německo)

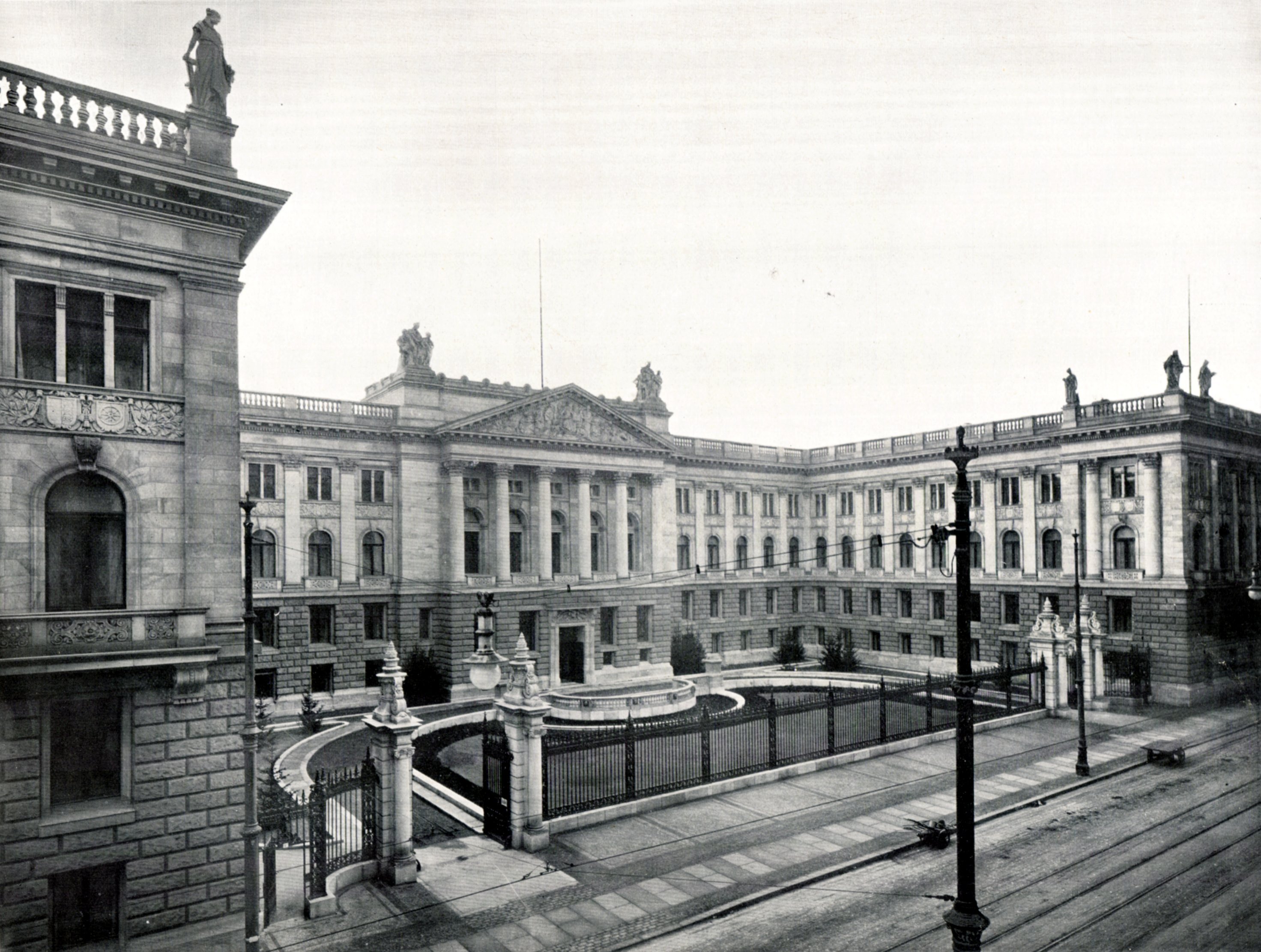
Budova pruské panské sněmovny v Berlíně kolem roku 1900, dnes sídlo Spolkové rady

Spolková rada (německy Bundesrat) je ústavní orgán Spolkové republiky Německo. Protože se účastní legislativního procesu, považuje se někdy za horní komoru německého parlamentu, základní zákon ji tak však přímo neoznačuje. Bundesrat zastupuje německé spolkové země a není tudíž volen přímo, nýbrž jmenován zákonodárnými sbory jednotlivých spolkových zemí, a to na čtyři roky. Pro období od 1. listopadu 2024 do 31. října 2025 je předsedkyní Spolkové rady sárská premiérka Anke Rehlingerová (SPD), funkci první místopředsedkyně vykonává Manuela Schwesigová (SPD), ministerská předsedkyně Meklenburska-Předního Pomořanska, funkci druhého místopředsedy zastává  Andreas Bovenschulte (SPD), ministerský předseda spolkové země Svobodné hanzovní město Brémy.

## Dějiny
Spolkovou radou se nazývaly již obdobné orgány předchozích německých státních celků, konkrétně Severoněmeckého spolku (1867–1871) a (druhé) Německé říše (1871–1918). Ve Výmarské republice (1918–1933) se nazýval Říšskou radou. Současná spolková rada byla zřízena základním zákonem z roku 1949.

## Složení
Členy Spolkové rady volí zemské parlamenty na čtyři roky, obvykle jsou to členové vlády dané země a její předseda. Každá země může vyslat nanejvýš tolik svých zástupců, kolik má podle základního zákona hlasů, ale může kumulovat více hlasů do jedné osoby. Hlasy jsou rozděleny následovně:
| Ob. v mil. | Hlasy | Spadají sem (2011)                                                                       |
| ---------- | ----- | ---------------------------------------------------------------------------------------- |
| <2         | 3     | Brémy, Hamburk, Meklenbursko-Přední Pomořansko, Sársko                                   |
| 2-5        | 4     | Berlín, Braniborsko, Porýní-Falc, Sasko, Sasko-Anhaltsko, Šlesvicko-Holštýnsko, Durynsko |
| 6          | 5     | Hesensko                                                                                 |
| >6         | 6     | Bádensko-Württembersko, Bavorsko, Dolní Sasko, Severní Porýní-Vestfálsko                 |

To ovšem znamená, že zastoupení je degresivní (větší státy mají méně hlasů na počet obyvatel), tak Brémy mají 220 000 obyvatel na hlas a Severní Porýní-Vestfálsko přes 3 000 000.

## Hlasování

Složení Spolkové rady v únoru 2013

Na rozdíl od většiny srovnatelných legislativních těles musejí v radě zástupci jedné země volit vždy jednomyslně, jinak jsou všechny hlasy dané země pro dané hlasování neplatné. V praxi často pověří zástupci dané země předsedu její vlády, aby hlasy odevzdal za všechny, přestože pravomoci všech členů rady jsou stejné (předsedové zemských vlád nepožívají žádných výhod). V letech 1949–1990 neměli hlasovací právo zástupci Západního Berlína, protože jeho status byl nejasný.

## Struktura
Jednou za čtyři roky si rada ze svého středu zvolí svého prezidenta (Bundesratspräsident). Pokud by spolkový prezident odstoupil nebo zemřel a jeho funkci by nemohli vykonávat předseda Spolkového sněmu ani spolkový kancléř, činil by tak právě prezident rady.

## Činnost
Spolková rada se obvykle schází k hlasování jednou do měsíce (Spolkový sněm se ročně sejde asi padesátkrát). Jinak se o legislativě jedná ve výborech, tam ovšem obvykle nezasedají sami členové rady, ale, jak jim povoluje základní zákon, pověřují tím svoje úředníky.

## Pravomoci
Německý bikameralismus je asymetrický, Spolková rada má menší moc, nicméně i tak vykonává důležitou funkci. Všechny vládní návrhy se musejí projednat nejprve ve Spolkové radě. Spolková rada také hlasuje o všech zákonech, které se dotýkají základním zákonem určených sdílených pravomocí (sdílejí je federální orgány s těmi zemskými). V tomto případě je třeba k poloviny hlasů přítomných členů a zamítnutím ve Spolkové radě zcela končí legislativní proces.[ujasnit] Ústavní zákon musejí, podobně jako v České republice, schválit 3/5 členů obou komor.
Ve všech ostatních případech má Spolková rada právo suspenzivního veta. Pokud většina všech členů rady hlasuje proti zákonu, je vrácen do dolní komory, která může veto přehlasovat počtem členů, který se rovná polovině všech a ještě jednoho navíc. Pokud však rada vetovala zákon 2/3 členů, musí veto sněm přehlasovat 2/3 všech svých členů.
Spolková rada má také pravomoci ve věcech Evropské unie.